# Barbapapa
Barbapapa er en række børnebøger, hvoraf den første bog udkom i 1970. Bøgerne var oprindeligt skrevet på fransk og senere oversat til mere end 30 sprog. 
Der er sidenhen kommet en tv-serie med samme navn, produceret af Annette Tison og Talus Taylor, som små korte tegnefilmsafsnit. Med en varighed af kun fem minutter, har den nået et bredt publikum via tv.[kilde mangler] Også en tegneserieversion blev oprettet. Både tegnefilm og tegneserier viser bekymring for miljøet og indeholder en miljømæssig besked.  Barbapapa er nu en af de populære figurer,[kilde mangler] der er lavet til en handelsvare i visse asiatiske lande som Japan. Barbapapa har også påvirket det italienske sprog ved at indføre en udbredt neologisme, "barbatrucco".
Den 19. maj 2015 som var den 45-årsdag for udgivelsen af Barbapapa, dedikerede Google sin Google Doodle som en hyldest til Barbapapa.

## Oprindelse
Hovedpersonens navn er afledt af det franske udtryk Barbe à papa, som betyder candyfloss, eller – bogstaveligt talt – "fars skæg". Barbapapa-tegneserien, der var et af de første værker, der bragte et økologisk budskab ud, blev skabt af 2 forfattere: arkitekt og designer Annette Tison og amerikanske Uren Taylor, professor i matematik og biologi, der er mand og kone. De opholdte sig på det tidspunkt i Paris. Ideen opstod tilfældigt på en bistro i Paris i 1970. Tegneseriererne blev offentliggjort først i Frankrig og senere oversat til hele verden. Den animerede serie (バーバパパ, Baabapapa, bestående af 150 afsnit af 5 minutters varighed inddelt i tre sæsoner) blev lavet helt i Japan som et samarbejdet mellem den hollandske tv-Polyscope, K & D og det japanske Top Craft, som i dag hovedsageligt lever videre som Studio Ghibli. Det originale soundtrack er komponeret af de hollandske Joop Stokkermans (musik) og Harrie Geelen (tekst) i 1973 for at markere den første film. De oprindelige udgaver blev fortolket af den hollandske sanger Leen Jongewaard. I 2001 offentliggjorde SunSoft i Japan et Barbapapa-spil til Playstation.

## Figurer
Barbapapa er generelt et pæreformet, lyserødt antropomorft væsen med forvandlingsegenskaber, der snubler over den menneskelige verden og forsøger at passe ind. Metamorfose er normalt ledsaget af at sige "Hup Hup Hup, Barbatruc". Efter flere morsomme eventyr, støder han på en kvinde af samme slags (mere velskabt og sort), som kaldes Barbamama. De får syv børn, kendt som Barbabébés, hver med sin farve. 
I den oprindelige danske oversættelse har børnene navne efter deres egenskaber. Men i dag har de (i hvert fald på dansk) kun navn efter deres farve
- Barbabamse (Barbidou), gul, dreng, elsker dyr
- Barbabimbam (Barbalala), grøn, pige, elsker musik
- Barbabib (Barbotine), orange, pige, elsker bøger
- Barbabilled (Barbouille), sort og lodden, dreng, elsker kunst
- Barbablonde (barbabelle), lilla, pige, elsker skønhed
- Barbabrahe (Barbibul), blå, dreng, elsker videnskab
- Barbabadut (Barbidur), rød, dreng, elsker styrke og heltemod